# Proces Haber-Bosch

Schemă generală a procesului

Procesul Haber-Bosch (adesea denumit doar procesul Haber) este un proces industrial de sinteză chimică a amoniacului, pornind de la azot și hidrogen gazos. Poate fi considerat un procedeu artificial de fixare a azotului. Astăzi, este principala metodă de producere a amoniacului. Este denumit astfel după inventatorii săi, anume chimiștii germani Fritz Haber și Carl Bosch, care au dezvoltat metoda în prima jumătate a secolului al XX-lea. Înaintea dezvoltării procesului Haber-Bosch, amoniacul era greu de sintetizat la scară industrială, astfel că erau utilizate metode extrem de ineficiente, precum procesul Birkeland–Eyde și procesul Frank–Caro.

## Procese
Prin acest proces chimic, azotul molecular (N2) atmosferic este transformat în amoniac (NH3) în urma unei reacții cu hidrogenul gazos (H2), în prezența unui catalizator metalic, în condiții de temperatură și presiune ridicate:
N2 + 3 H2 → 2 NH3     (ΔH° = −91.8 kJ) → (ΔH° = −45.8 kJ·mol−1)